# نيل بيري (لاعب كرة قاعدة)
نيل بيري (بالإنجليزية: Neil Berry)‏ هو لاعب كرة قاعدة أمريكي، ولد في 11 يناير 1922 في كالامازو في الولايات المتحدة، وتوفي في 24 أغسطس 2016.

## وصلات خارجية
- نيل بيري على موقعبيزبول رفرنس.كوم (الدوري الرئيسي) (الإنجليزية)
- نيل بيري على موقعبيزبول رفرنس.كوم (الدوري الثانوي) (الإنجليزية)